# Lino Cappelletti
Adelino Cappelletti, detto Lino (Cantù, 19 marzo 1933 – Cantù, 15 maggio 1996), è stato un cestista italiano.

## Carriera
Militò per diverse stagioni nella Pallacanestro Cantù nel corso di tutti gli anni cinquanta. Fu il primo cestista della società canturina ad essere convocato in Nazionale, con la quale disputò gli Europei 1955. Con la maglia azzurra vanta 22 presenze e 142 punti.
Ha detenuto il record di punti in una singola gara della Nazionale dal 1956 al 1987. Il 15 settembre 1956 realizzò infatti 45 punti nella sfida contro la Svezia (vinta dall'Italia per 86-30); il primato venne superato solamente 32 anni più tardi da Antonello Riva, il quale mise a segno 46 punti nella sfida del 29 ottobre 1987 contro la Svizzera, vinta 141-65 dagli italiani. A differenza di Cappelletti, però, Riva poté utilizzare il tiro da tre punti, introdotto nel basket internazionale solo nel 1984.